# Centenário do Sul
Centenário do Sul is een gemeente in de Braziliaanse deelstaat Paraná. De gemeente telt 11.474 inwoners (schatting 2009).